# Phare de Mýkonos
Pour les articles homonymes, voir Phare (homonymie) et Mykonos.
Le phare de Mýkonos ou phare d'Armenistis est un phare maritime traditionnel de 1892, de l'île de Mykonos dans l'archipel des Cyclades de la mer Égée en Grèce. 

## Histoire
La construction de ce phare typique de l'architecture cycladique est achevée en 1892, à 6 km du vieux port de Mykonos et 4 km du  nouveau port de Mýkonos, au sommet d'une falaise du nord-ouest de l'île, avec une vue panoramique sur la mer Égée, sur la baie d’Armenistis et sur l'île voisine de Tínos,. 

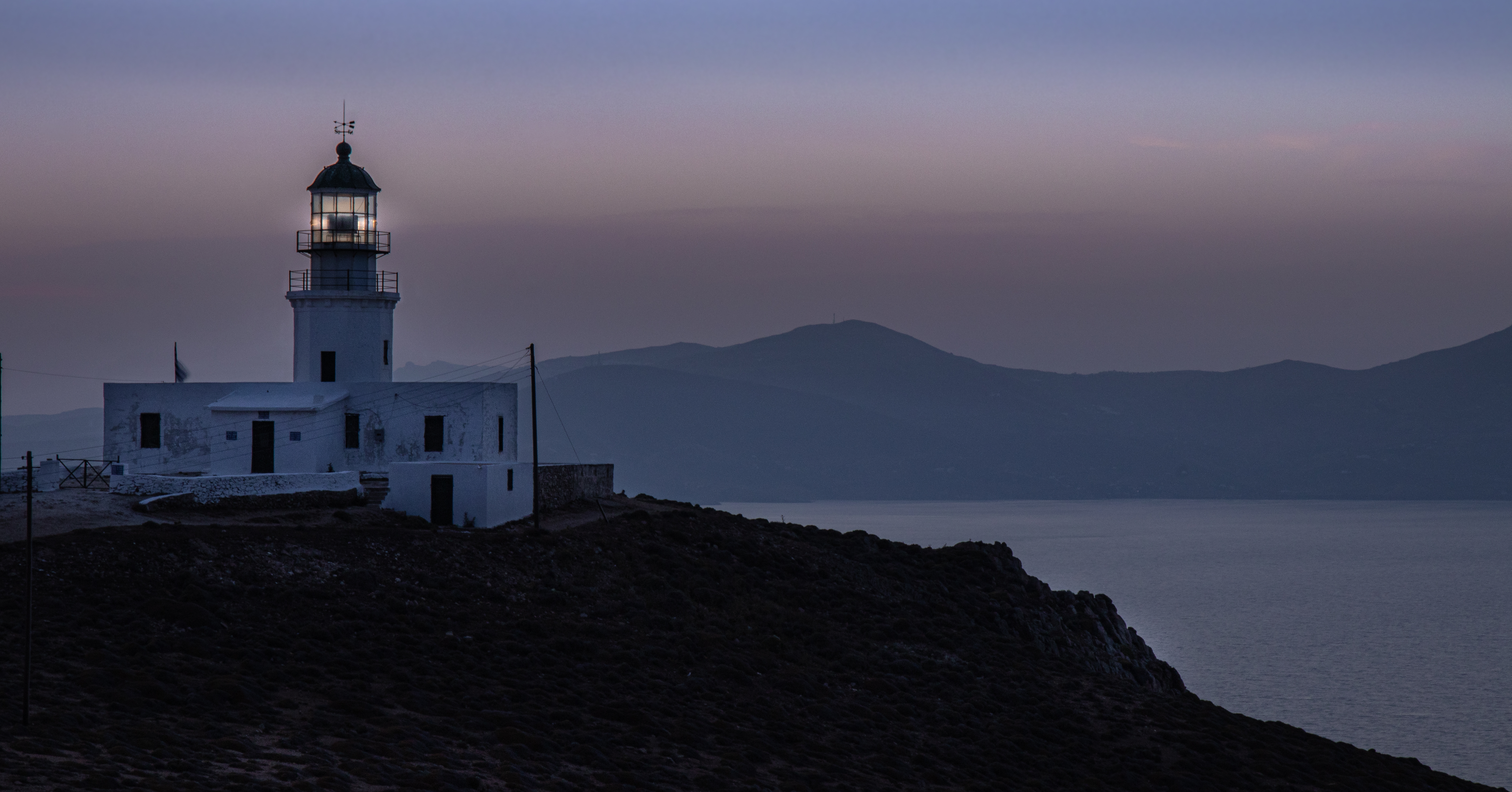
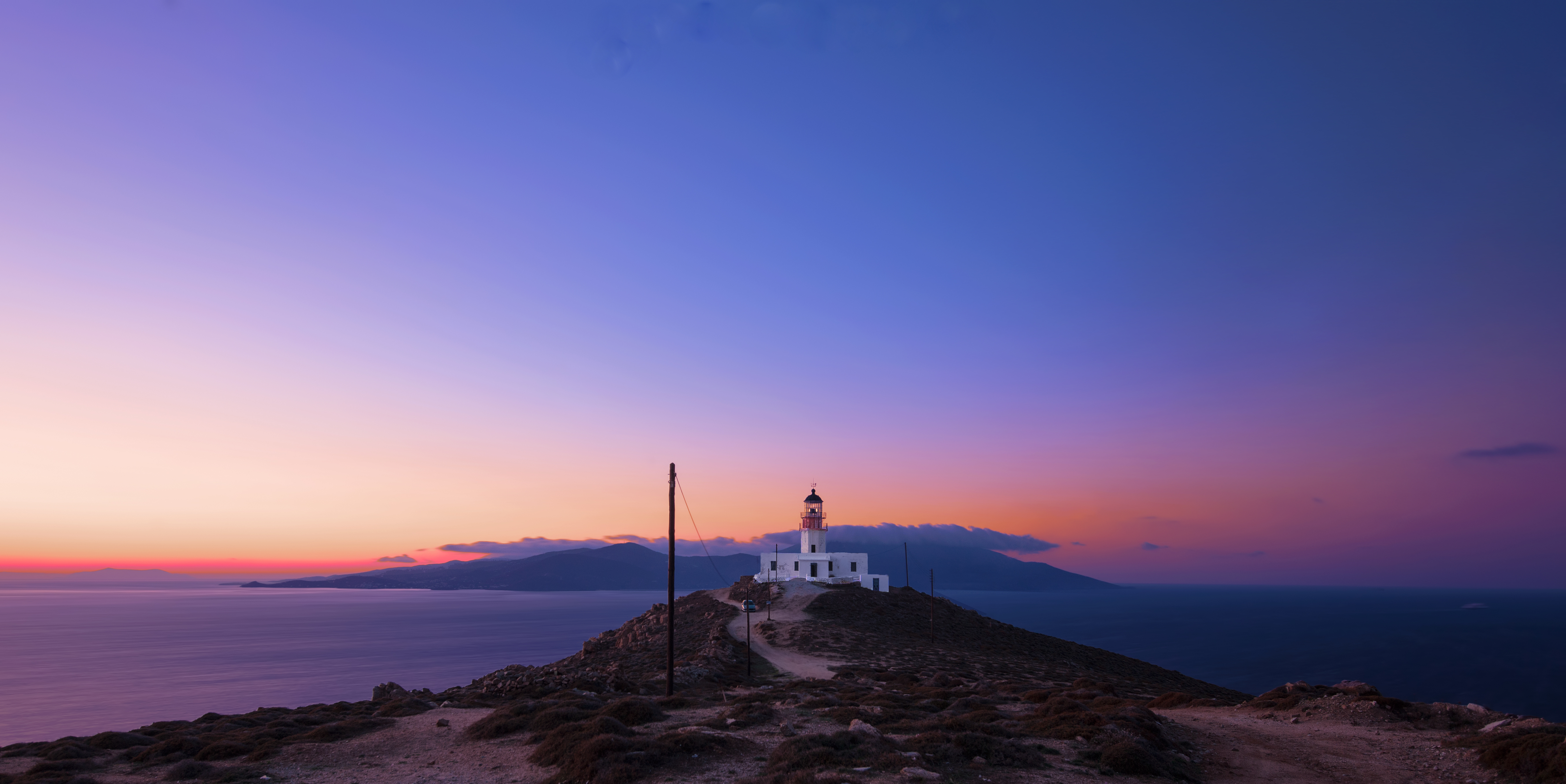

Sa tour octogonale de 19 m de haut, blanchie à la chaux et oxydée par le climat marin, surmonte l'ancienne maison du gardien de phare, avec ses portes et fenêtres bleu marine, son dôme de lanterne de couleur vert-de-gris et sa girouette. 

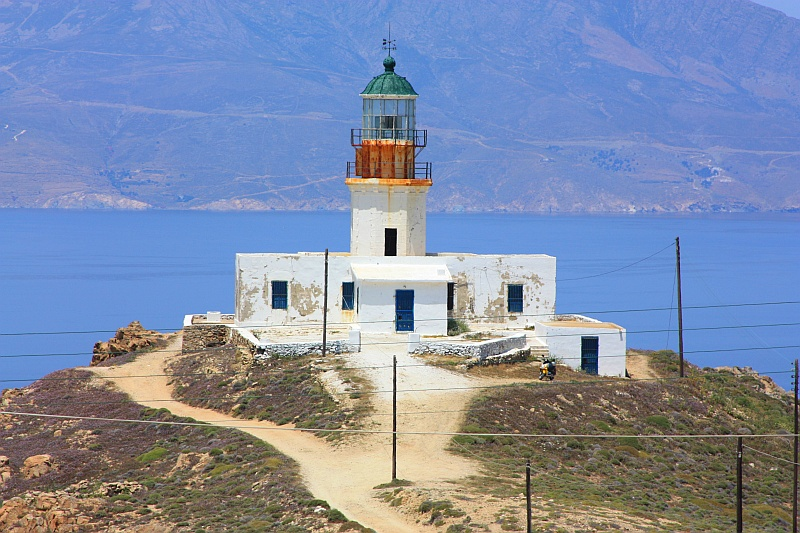
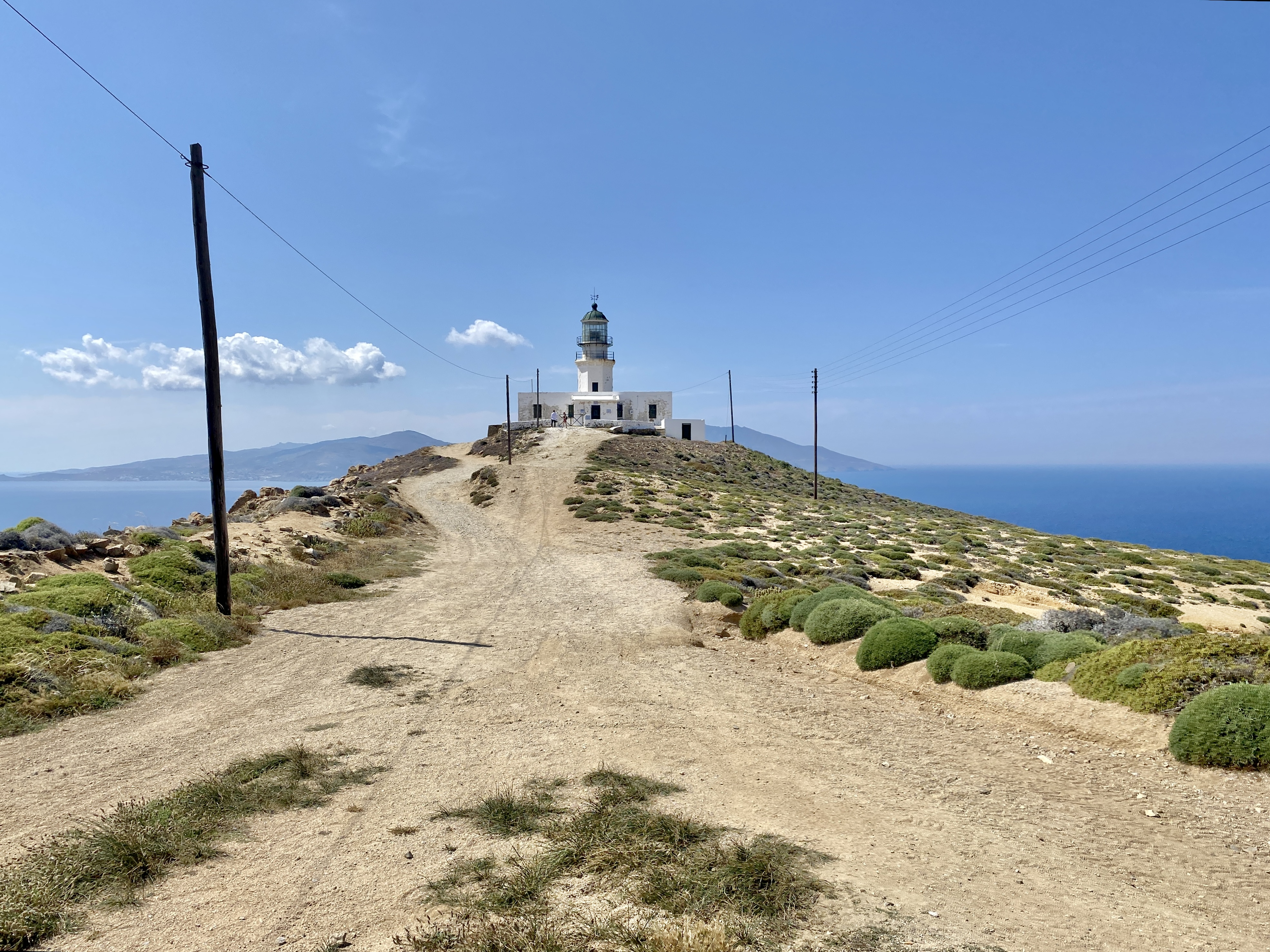
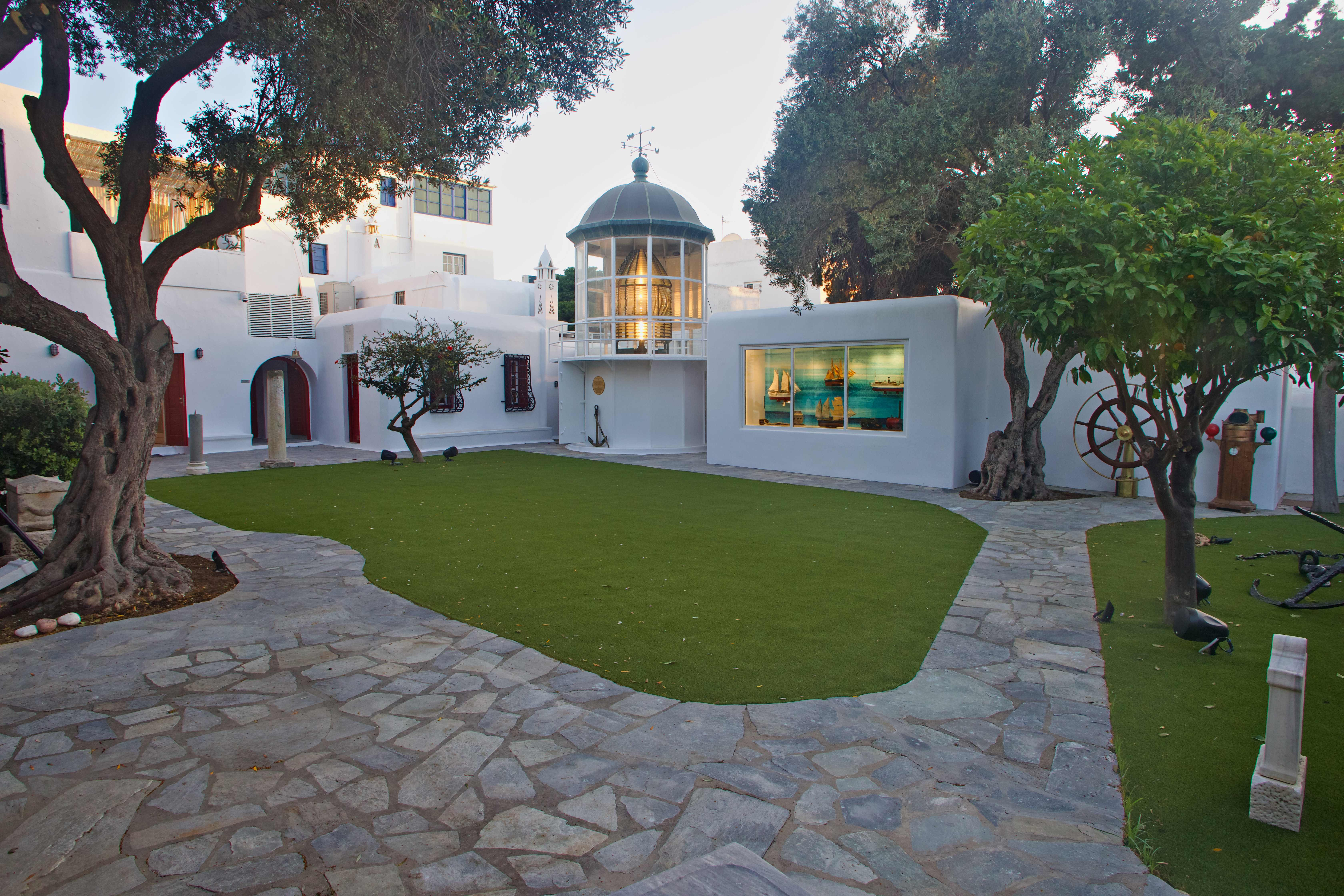
Musée maritime de la mer Égée de Mykonos.

Sa lanterne culmine à 184 m au-dessus de la mer Égée. Le mécanisme est resté en service jusqu'en 1983, date à laquelle il est automatisé et remplacé par un équipement électrique pour émettre un flash blanc toutes les 10 secondes, avec une portée de 22 milles marins, pour l'aide à l'approche sécurisée des ports de l'île. Le mécanisme de sa première lampe à lentille de Fresnel est exposé dans la cour d'entrée du musée maritime de la mer Égée à Mykonos.

## Codes internationaux
- ARLHS[4] : GRE-043
- NGA : 15804
- Admiralty[5] : E 4302

## Source
- (en) [PDF] List of lights radio aids and fog signals - 2011 - The west coasts of Europe and Africa, the mediterranean sea, black sea an Azovskoye more (sea of Azov) (la liste des phares de l'Europe, selon la National Geospatial - Intelligence Agency)- Version 2011 - National Geospatial - Intelligence Agency - p. 274